# Ween
 (février 2023).
La mise en forme du texte ne suit pas les recommandations de Wikipédia : il faut le « wikifier ».
Les points d'amélioration suivants sont les cas les plus fréquents. Le détail des points à revoir est peut-être précisé sur la page de discussion.
- Les titres sont pré-formatés par le logiciel. Ils ne sont ni en capitales, ni en gras.
- Le texte ne doit pas être écrit en capitales (les noms de famille non plus), ni en gras, ni en italique, ni en « petit »…
- Le gras n'est utilisé que pour surligner le titre de l'article dans l'introduction, une seule fois.
- L'italique est rarement utilisé : mots en langue étrangère, titres d'œuvres, noms de bateaux, etc.
- Les citations ne sont pas en italique mais en corps de texte normal. Elles sont entourées par des guillemets français : « et ».
- Les listes à puces sont à éviter, des paragraphes rédigés étant largement préférés. Les tableaux sont à réserver à la présentation de données structurées (résultats, etc.).
- Les appels de note de bas de page (petits chiffres en exposant, introduits par l'outil «  Source ») sont à placer entre la fin de phrase et le point final[comme ça].
- Les liens internes (vers d'autres articles de Wikipédia) sont à choisir avec parcimonie. Créez des liens vers des articles approfondissant le sujet. Les termes génériques sans rapport avec le sujet sont à éviter, ainsi que les répétitions de liens vers un même terme.
- Les liens externes sont à placer uniquement dans une section « Liens externes », à la fin de l'article. Ces liens sont à choisir avec parcimonie suivant les règles définies. Si un lien sert de source à l'article, son insertion dans le texte est à faire par les notes de bas de page.
- La présentation des références doit suivre les conventions bibliographiques. Il est recommandé d'utiliser les modèles {{Ouvrage}}, {{Chapitre}}, {{Article}}, {{Lien web}} et/ou {{Bibliographie}}. Le mode d'édition visuel peut mettre en forme automatiquement les références.
- Insérer une infobox (cadre d'informations à droite) n'est pas obligatoire pour parachever la mise en page.

Pour une aide détaillée, merci de consulter Aide:Wikification.
Si vous pensez que ces points ont été résolus, vous pouvez retirer ce bandeau et améliorer la mise en forme d'un autre article.
Ween est un groupe de rock alternatif américain, originaire de New Hope, en Pennsylvanie. Il est formé en 1984 par Gene Ween et Dean Ween (en), noms de scène respectifs d'Aaron Freeman et Mickey Melchiondo, puis évolue d'un duo à un groupe standard en 1996. Après une séparation initiée par Gene Ween en 2012, le groupe annonce se reformer en 2015 puis remonte sur scène à partir de 2016.
Gene et Dean Ween sont pionniers en ce qu'ils définissent eux-mêmes comme « musique brown (marron) », un son si mauvais qu'il en devient bon. Les trois premiers albums de Ween, GodWeenSatan: The Oneness (1990), The Pod (1991) et Pure Guava (1992), sont typiques du genre. Par son quatrième album, Chocolat and Cheese (1994), Ween s'éloigne progressivement de la sonorité brown quand l'opportunité d'enregistrer professionnellement se présente. Si le groupe ne s'est jamais soustrait à la musique expérimentale, Ween s'oriente à partir du milieu des années 1990 vers une musique plus accessible, influencée notamment par la pop, le rock progressif et le soft rock. Après un album de musique country, 12 Golden Country Greats (1996), le groupe publie l'acclamé The Mollusk (1997), considéré par beaucoup comme leur magnum opus. Suivront l'ode psychédélique aux Beatles, White Pepper (2000), le mélancolique Quebec (2003), Shinola (Vol. 1) (2005) et La Cucaracha (2007). Ween a également publié, à ce jour, un total de sept albums live.
Ween jouit, malgré une notoriété internationale modeste, d'une communauté de fans vénérant le groupe.

## Biographie

### Débuts et musiquebrown(1984-1994)
Aaron Freeman et Mickey Melchiondo se rencontrent en 1984, alors en classe de 4e, en cours de dactylographie au collège de New Hope, en Pennsylvanie. Ils découvrent un intérêt commun pour la musique d'avant-garde par l'intermédiaire d'un ami commun, Scott Lowe. Le duo décide de s'initier à la musique sous le nom de Ween, tandis que Freeman adopte le nom de scène de Gene Ween et Melchiondo celui de Dean Ween. Ween est la contraction des mots wuss (lâcheté) et penis (pénis), en bonne représentation du son « juvénile [et] délibérément odieux » des adolescents. À leurs débuts, les musiciens autopublient six cassettes dans l'unique but de s'amuser et d'amuser leurs amis : Mrs. Slack (1985), The Crucial Squeegie Lip (1986), Axis: Bold as Boognish (1987), Erica Peterson's Flaming Crib Death (1987), The Live Brain Wedgie/WAD (1988), et Prime 5 (1989). Après le lycée, n'ayant pas l'ambition d'étudier à l'université, les deux amis emménagent ensemble. Ils composent énormément, jusqu'à « écrire et enregistrer deux ou trois chansons par jour », et se produisent dans de petites salles. Ce n'est qu'en 1988, après que Dean Ween parvient à se rapprocher de la scène punk, que Ween se produit régulièrement sur scène, jouant principalement dans leur pub local John & Peter's de New Hope et au nightclub punk City Gardens de Trenton, dans le New Jersey.
En 1989, Ween signe un contrat avec le label Twin/Tone pour se donner la possibilité de publier un premier véritable album. Le duo réenregistre ce qu'ils considèrent être les meilleures chansons écrites pendant leurs désormais cinq années de collaboration. Entre janvier et octobre 1990, Gene et Dean enregistre leur second album, alors même que leur premier n'est pas encore sorti, dans leur appartement et avec un équipement de basse qualité. Le 16 novembre 1990 est publié GodWeenSatan: The Oneness, le premier album de Ween. Ce double album introduit l'auditeur à une recette qui nourrira le succès critique du groupe : une versatilité éclectique des styles abordés, un sens de l'humour perverti et de curieuses modulations des voix des chanteurs. GodWeenSatan: The Oneness puise une inspiration notable dans le punk et le metal et dispose d'une production étrangement soignée.
Leur deuxième album, intitulé The Pod (1991), est complètement différent ; alors que le premier est enregistré avec un groupe entier, The Pod  fut créé par Dean et Gene Ween seulement, à l'aide d'une drum machine, créant des percussions artificielles de basse qualité, accompagnés de solos de guitare de Mickey et des chants de Aaron. Cet album a une allure « brown », qui est d'ailleurs un terme populaire dans la communauté de Ween ; « Brown » signifie « de mauvaise qualité par exprès ». C'est un thème qui a d'ailleurs été très exploité sur Pure Guava, leur troisième album, ainsi qu'à plusieurs reprises plus tard dans leur carrière comme sur The Mollusk (1997). La pochette de couverture de The Pod est une parodie de l'album Greatest Hits de Leonard Cohen.
L'album Pure Guava (1992) fut le premier d'une série pour le label Elektra. On y retrouve le titre Push th' Little Daisies, leur single le plus connu qui a atteint le top 10 en Australie, cette même année[réf. souhaitée].
Chocolate and Cheese (1994) est le quatrième album studio de Ween, mais leur premier dans un studio de qualité supérieure. Il illustre la transition du son de Ween, étant un parfait entre deux médian leur côté mauvaise qualité et comique de leur début de carrière et le son plus accessible qu'ils ont produit sur des albums comme White Pepper (2000) et Quebec (2003). C'est l'album qui a tout changé pour Gener et Deaner, car ce projet était beaucoup plus ambitieux que tout ce que le groupe avait produit dans le passé. L'album contient 16 chansons, toutes aussi différentes l'une que l'autre, atout commun de Ween; ils sont extrêmement versatiles. Cet album a permis à chacun de ses membres de se développer davantage; Par exemple, dans la chanson Baby bitch, Aaron démontre réellement son talent en tant que producteur et écrivain. D'autres chansons comme A tear for Eddie, un instrumental de sept minutes, démontre l'amélioration et le perfectionnement du style de guitare de Mickey. Bref, les deux membres du groupe culte ont eu l'occasion de s'épanouir dans la production de Chocolate and Cheese.
En 1996, Ween fait appel aux pontes de la country music de Nashville (Tennessee) pour enregistrer 12 Golden Country Greats, album produit par Ben Vaughn. Il sera suivi l'année suivante par The Mollusk, album d'inspiration très maritime. Souhaitant trouver des supports alternatifs pour leur musique et aussi faire plaisir aux fans, Dean sorti l'album Craters of the Sac (1999) au format MP3.

### Continuité et séparation (1994-2012)

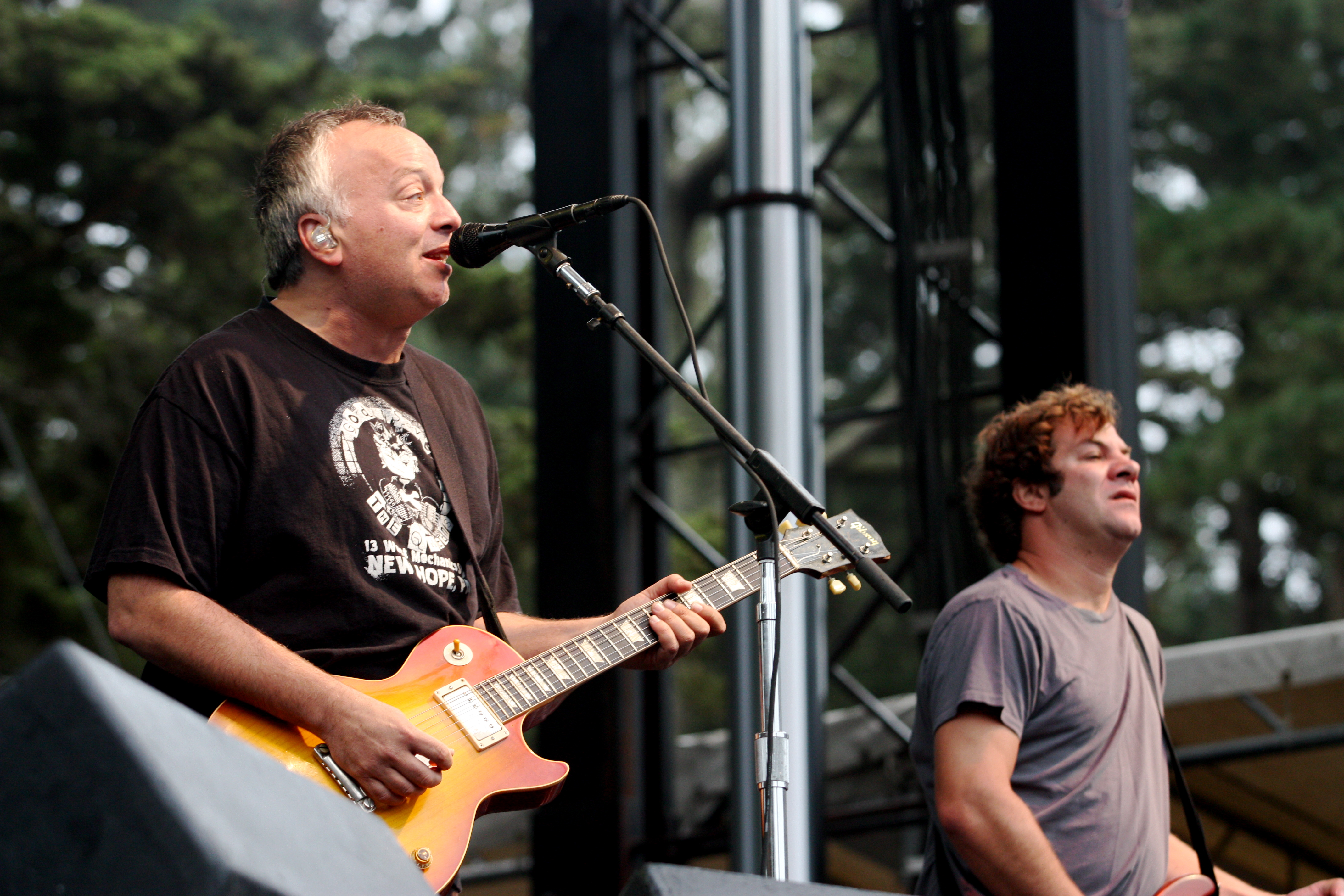
Ween joue au Outside Lands Music Festival en 2009.

Le début de cette période s'illustre par l'arrivée de The Mollusk (1997). Cet album est le préféré de Dean ; vingt ans après la sortie de l'album, il a fait une entrevue avec Drew Fortune où il a révélé des informations clés sur The Mollusk. À cette époque, Gene et Dean ont repris Andrew Weiss à leur côté pour la production de l'album. Weiss est un individu qui avait joué un rôle très important dans une partie de la carrière de Ween : producteur et mentor, il avait amélioré le son de Gener et Deaner depuis God Ween Satan (1990), mais avait été exclu de la production de 12 Golden Country Greats en 1996. Weiss a produit l'entièreté de The Mollusk en plus de jouer la basse, mais en raison des circonstances et la zizanie du passé, il a produit l'album avec colère et mépris, tout en faisant un travail exceptionnel[réf. nécessaire].
La grande majorité des chansons sur The Mollusk (1997) ont été enregistrées sur le bord de la mer et la variété ne manque pas sur cet album. Le premier soir ils ont enregistré Cold Blows The Wind, ce qui selon Mickey, est très représentative de l'ambiance navale générale de ce record. C'est une chanson qui provient d'un livre de chants maritimes du 17e siècle, en ce qui concerne les paroles. Pour les intrus, ils ont improvisé en se fiant à l'atmosphère engendrée par les paroles chantées par Aaron Freeman (chanteur). 
Les deux semaines suivantes, ils ont enregistré la plupart des morceaux de l'album. (The Mollusk, The Golden Tel, Mutilated Lips, Ocean Man, She wanted to leave). Mickey confirme: "Chaque chanson, en commençant par Cold Blows The Wind venait renforcer l'ambiance maritime, mais ce n'est pas le thème que nous recherchions au départ".
Peu après la sortie de leur dernier album chez Elektra (White Pepper, 2000) Ween lance une radio internet appelée WeenRadio, qui est classée 3e site par le magazine Rolling Stone. Ween crée en 2001 son propre label (Chocodog Records) sous lequel ils sortent quelques albums live.
Le 7 août 2002, leur batteur Claude Coleman Jr. est sérieusement blessé dans un accident de la route sur la Route 78 près de Newark, dans le New Jersey, et aura le dos brisé. Ween organise rapidement deux concerts à but caritatif au Bowery Ballroom en octobre pour l'aider à payer ses frais médicaux. Ween recrute le batteur des Vandals, Josh Freese, pour ces concerts et pour leur prochain album, Quebec. Coleman fera son comeback en décembre.
Le groupe signe chez Sanctuary Records en 2003, avant de sortir Quebec, leur premier enregistrement studio depuis trois ans. En 2005, le label prévoit de ressortir Synthetic Socks, leur démo de 1987.
Le 21 septembre 2008, Melchiondo annonce sur le site web officiel de Ween un combo CD-DVD avant Noël. Le CD est intitulé At the Cat's Cradle et est enregistré en direct du Cat's Cradle de Carrboro, en Caroline du Nord, le 9 décembre 1992. Le paquetage comprend aussi un DVD avec des performances.
Le 3 février 2010, Ween publie une nouvelle chanson, DC Won't Do You No Good, mise en ligne sur le site web Target Cancer. Le 28 juillet 2010, le National Post publie un entretien avec Melchiondo dans lequel il explique que le groupe est en plein enregistrement de son dixième album. Ween embarque dans une brève tournée sur la côte ouest américaine en 2011. La tournée débute le 24 janvier au Queen Elizabeth Theatre de Vancouver, au Canada, mais les débuts commencent plutôt mal : Freeman ne semblait pas lui-même pendant cette soirée et s'écroulera sur scène pendant une reprise du morceau Superstar des Carpenters. Après cet incident, le groupe joue à Seattle, Washington D.C., sans problème cette fois.
Le 11 août 2011, Melchiondo publie discrètement une collection de chansons appelée The Caesar Demos, d'après le titre original pour Quebec, à des amis sur sa page Facebook. Les démos que contient cette collection ont été enregistrées entre 2001 et 2003 lorsque Claude Coleman était en convalescence après un accident de la route. Freeman ne s'accorde pas à la sortie de Caesar Demos que Melchiondo a posté sans le consulter.
Freeman annonce au magazine Rolling Stone, le 29 mai 2012, le « retrait de Gene Ween ». Melchiondo semble ne pas être trop affecté par la nouvelle comme en témoigne son message sur Facebook : « c'est une première nouvelle pour moi, c'est tout ce que je peux dire je suppose. » Le 20 juillet, Melchiondo annonce la supposée « séparation » expliquant : « Je ne parle qu'en mon nom comme je suis le seul concerné, mais aussi longtemps qu'Aaron et moi seront de cette planète, Ween continuera à vivre. On ne s'est jamais séparé. L'idée d'abandonner est ridicule. Ce n'est pas quelque chose qu'on peut abandonner comme ça. C'est une peine de mort. »

### Retour (depuis 2016)
Le 16 novembre 2015, Ween annonce son retour pour deux concerts au 1stBank Center de Broomfield, CO, les 12 et 13 février 2016. Un troisième concert est annoncé pour le 14 février 2016. En 2016, Ween joue sporadiquement à Minneapolis, Philadelphie, Los Angeles, Boston, New York, et San Francisco. Le groupe joue aussi à Toronto, Chicago, Portland, Arrington (Virginie), Okeechobee (Floride), et Manchester (Tennessee), au Bonnaroo. Une suite de la compilation Shinola vol. 1 est confirmée par Dean Ween sur Facebook en janvier 2016. Le 19 octobre 2016, le groupe annonce l'album live GodWeenSatan Live, pour le 16 novembre 2016.

## Univers étendu
Gene et Dean Ween développe assez tôt un univers étendu farfelu autour du groupe. La figure principale et emblème du groupe est le personnage du Boognish, un Dieu démoniaque tenant à chaque main le « sceptre de la richesse » et le « sceptre du pouvoir » et résidant dans l'espace. Le Boognish est représenté par un dessin simple d'une tête aux cheveux hirsutes, aux dents serrées et aux yeux exorbités. Il serait apparu pour la première fois auprès du duo en 1984, après qu'ils ont pris du LSD, leur attribuant leurs surnoms respectifs et les faisant prophètes, missionnés pour propager sa parole sur Terre – Ween serait ainsi un groupe de gospel. Entre 1984 et 1990, le Boognish serait apparu à deux occasions : la première devant Gene Ween pour le punir d'avoir tenté de quitter le groupe, la seconde pour une raison inconnue que le duo se retient de commenter. La quatrième et, à ce jour, dernière apparition du Boognish aurait eu lieu en 2015 pour imposer la reformation du groupe, dissout en 2012. Gene et Dean Ween serait également contraint par le Boognish à composer ensemble alors qu'ils ne se supporteraient guère,,.

## Collaborations
Ween a contribué à de nombreuses bandes originales, parmi lesquelles : X-Files, Beautiful Girls, Road Trip, South Park, Bob l'éponge, Schoolhouse Rock! et Parents à tout prix.
Le groupe a aussi travaillé entre autres avec Ben Vaughn, Queens of the Stone Age et Les Boredoms. Dean est par ailleurs membre du projet heavy metal Moistboyz. Le clip de Freedom of '76 a été réalisé par Spike Jonze et celui de Even If You Don't par Trey Parker et Matt Stone, les créateurs de South Park.

## Discographie

### Albums studio
- 1990 : GodWeenSatan: The Oneness
- 1991 : The Pod
- 1992 : Pure Guava
- 1994 : Chocolate and Cheese
- 1996 : 12 Golden Country Greats
- 1997 : The Mollusk
- 1999 : Craters of the Sac
- 2000 : White Pepper
- 2003 : Quebec
- 2005 : Shinola, Vol. 1
- 2007 : La Cucaracha

### Albums live
- 1999 : Paintin' the Town Brown: Ween Live 1990-1998
- 2001 : Live in Toronto, Canada
- 2002 : Live at Stubb's
- 2003 : All Request Live
- 2004 : Live in Chicago
- 2008 : Live at the Cat's Cradle

### Démos
- 1986 : The Crucial Squeegie Lip
- 1987 : Synthetic Socks
- 1987 : Axis: Bold as Boognish
- 1988 : The Live Brain Wedgie/WAD
- 1989 : Prime 5

## Membres

### Membres actuels
- Mickey Melchiondo (Dean Ween) - guitare, chant
- Aaron Freeman, dit Gene Ween - guitare, chant
- Dave Dreiwitz - basse
- Claude Coleman Jr. - batterie
- Glenn McClelland - claviers

### Anciens membres
- Andrew Weiss - basse